# خورشیدی شناور

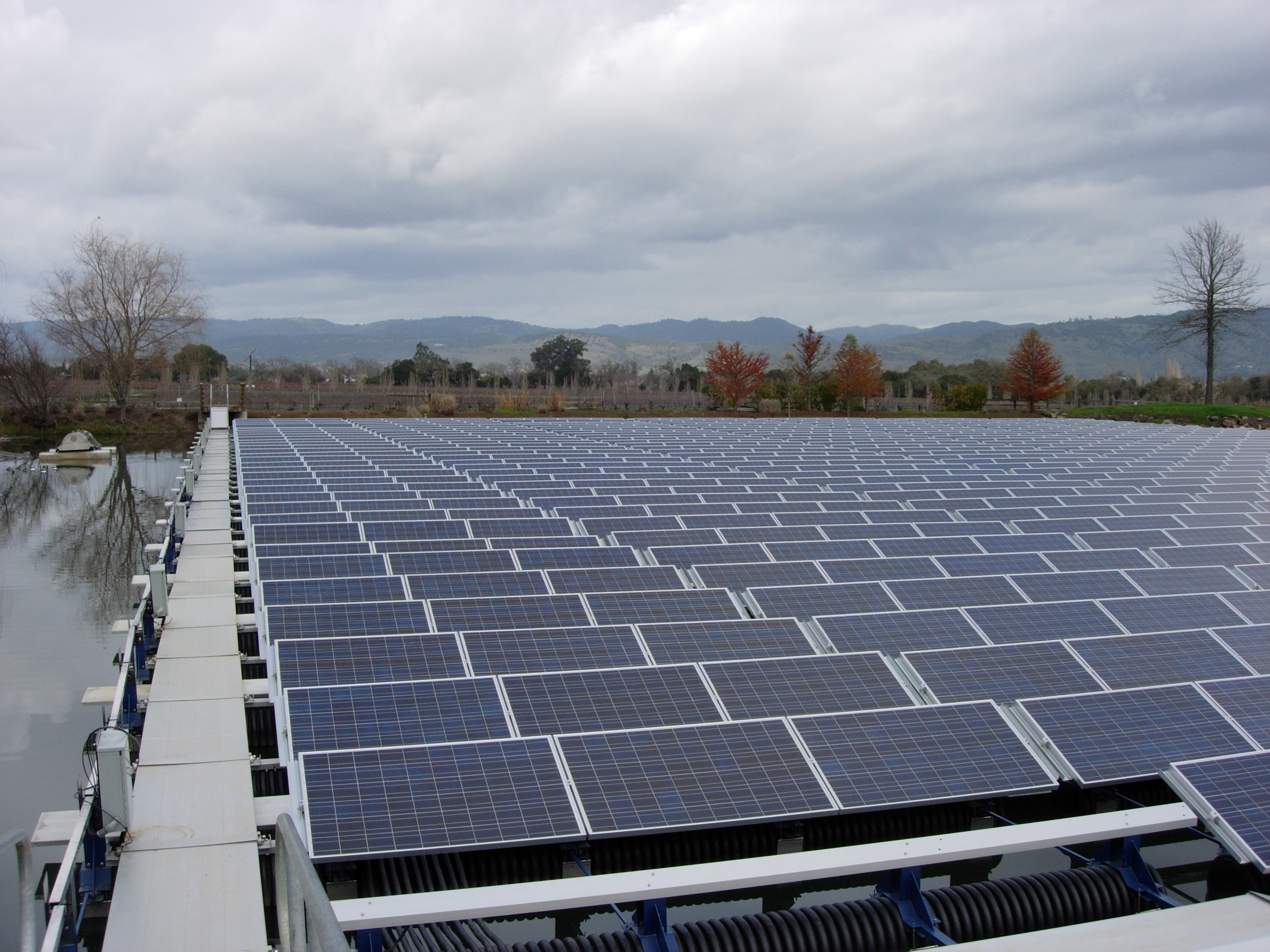
فتوولتائیک شناور بر روی حوضچه آبیاری

خورشیدی شناور یا فتوولتائیک شناور (FPV) که گاهی فلواتوولتائیک نامیده می‌شود، پنل‌های خورشیدی هستند که بر روی سازه‌های شناور روی سطح آب یک مخزن یا دریاچه مانند مخازن آب آشامیدنی، دریاچه‌های معدن، کانال‌های آبیاری نصب می‌شوند. . تعداد فزاینده‌ای از این سیستم‌ها در کشورهای مختلف مانند چین، فرانسه، اندونزی، هند، ژاپن، کره جنوبی، بریتانیا، سنگاپور و ایالات متحده وجود ندارد.
این سیستم‌ها می‌توانند مزایایی نسبت به فتوولتائیک (PV) در خشکی داشته باشند. نصب این سیستم بر روی سطوح آب هزینه کمتری دارد که دلیل آن هزینه کمتر برای تملک زمین و هم چنین قوانین و مقررات کمتر برای سازه‌های شناور غیر تفریحی بر روی آب است. ارزیابی چرخه عمر این سیستم نشان می‌دهد که شناورهای مبتنی بر پایه فوم دارای کمترین زمان برگشت سرمایه (۱٫۳ سال) و کمترین انتشار گازهای گلخانه‌ای نسبت به واحد انرژی است (۱۱ کیلوگرم دی‌اکسید کربن به ازای یک مگاوات ساعت) در فن آوری‌های فتوولتائیک خورشیدی است.
آرایه‌ شناور می‌توانند بازده بالاتری نسبت به پنل‌های خورشیدی در خشکی داشته باشند زیرا وجود آب، باعث خنکی و در نتیجه افزایش بازدهی پنل‌ها می‌شود. پنل‌ها می‌توانند دارای یک پوشش مخصوص برای جلوگیری از زنگ زدگی یا خوردگی باشند.

تولید انرژی از منابع فتوولتائیک خورشیدی شناور در نیمه آخر دهه ۲۰۱۰ به‌طور چشمگیری افزایش یافت و پیش‌بینی می‌شود در اوایل دهه ۲۰۲۰ به‌طور تصاعدی رشد کند.

## بزرگ‌ترین تأسیسات خورشیدی شناور
| نام نیروگاه            | محل                  | کشور         | توان نامی (MWp) | سال ساخت |
| ---------------------- | -------------------- | ------------ | --------------- | -------- |
| ونژو تایهان            | ونژو ژجیانگ          | چین          | ۵۵۰             | ۲۰۲۱     |
| دژو دینجوانگ           | دژو شن دونگ          | چین          | ۳۲۰             |          |
| PLTS سیراتا            | پورواکارتا جاوا غربی | اندونزی      | ۱۹۲             | ۲۰۲۳     |
| تری گورجز              | شهر هوآینان، آنهوئی  | چین          | ۱۵۰             | ۲۰۱۹     |
| NTPC راماگوندام (BHEL) | پداپالی تلنگانا      | هند          | ۱۴۵             |          |
| شینجی هوآینان          | شینجی هوآینان        | چین          | ۱۰۲             | ۲۰۱۷     |
| یونجیانگ ییانگ         | ییانگ هنان           | چین          | ۱۰۰             | ۲۰۱۹     |
| NTPC کایامکولام        | کایامکولام کرالا     | هند          | ۹۲              |          |
| چانگینگ                | چنگوا                | تایوان       | ۸۸              |          |
| CECEP                  | سوزو، آنهوئی         | چین          | ۷۰              | ۲۰۱۹     |
| تنگ                    |                      | سنگاپور      | ۶۰              | ۲۰۲۱     |
| پارک صنعتی ۳۰۴         | پرچینبوری            | تایلند       | ۶۰              | ۲۰۲۳     |
| هوانچینگ جینینگ        | هوانچینگ جینینگ      | چین          | ۵۰              | ۲۰۱۸     |
| مخزن دا می             | استان بن توآن        | ویتنام       | ۴۷٫۵            | ۲۰۱۹     |
| سد سیریندهورن          |                      | تایلند       | ۴۵              | ۲۰۲۱     |
| سد هاپچون              | جنوب گیونگسانگ       | کره جنوبی    | ۴۰              |          |
| آنهوئی GCL             |                      | چین          | ۳۲              |          |
| سد هابونیم             | ماایان تیزی          | اسرائیل      | ۳۱              | ۲۰۲۳     |
| NTPC سیمهادری (BHEL)   | ویزگ، آندرا پردیش    | هند          | ۲۵              |          |
| NTPC کایامکولام (BHEL) | کایامکولام، کرالا    | هند          | ۲۲              |          |
| گرافنورت               | گرافنورت             | اتریش        | ۲۴٫۵            | ۲۰۲۳     |
| قینتاگ گینگ            | گپینگ گوانگسی        | چین          | ۲۰              | ۲۰۱۶     |
| لیزر                   | هوتز-آلفس            | فرانسه       | ۲۰              | ۲۰۲۳     |
| برگتا                  |                      | اسرائیل      | ۱۳٫۵            | ۲۰۲۲     |
| NJAW کینو بروک         | میلبرن، نیوجرسی      | ایالات متحده | ۸٫۹             | ۲۰۲۲     |